# Roger Melanson
 (janvier 2025).
Roger Melanson est un homme politique canadien. Il représente la circonscription de Dieppe-Centre—Lewisville (devenue Dieppe en 2014) à l'Assemblée législative du Nouveau-Brunswick de 2010 à 2022.

## Biographie
Melanson détient un baccalauréat en sciences sociales avec majeure en science politique et une mineure en administration des affaires de l’Université de Moncton, ainsi qu'une maîtrise en administration publique. Il a travaillé à titre de directeur du développement économique pour la Corporation de développement économique de la Ville de Dieppe, d’adjoint politique et chef de cabinet auprès de divers ministres ainsi que d’un ex-premier ministre.
Il a aussi travaillé au développement de la clientèle internationale de la société Spielo, spécialisée dans la fabrication d'appareils de vidéo-loteries.
Il est marié à Lise Babin et père de deux enfants.
Lors de l'élection générale du 27 septembre 2010, il est élu député de Dieppe-Centre—Lewisville à l'Assemblée législative du Nouveau-Brunswick sous la bannière libérale, malgré la défaite de son parti dans l'ensemble de la province et le fait que la circonscription était représentée depuis 1999 par le progressiste-conservateur Cy Leblanc, qui a quitté la vie politique à la veille de l'élection. Melanson a défait le candidat progressiste-conservateur Dave Maltais, un conseiller municipal à Dieppe, par 1 112 voix.